# Gorazes
Gorazes é uma aldeia na antiga freguesia de Senhora da Graça de Padrões, no concelho de Almodôvar, em Portugal. No local do Corveirinho, nas imediações da povoação, foram encontrados vestígios de um habitat da Idade Moderna, que poderia estar associado à presente aldeia. Outros sítios arqueológicos situados perto de Gorazes incluem dois outros habitats, um no Cerro do Moinho e outro no Curral da Horta, um antigo povoado romano em Alcaria dos Mendes, outro já medieval no Monte de Dona Maria, uma fortificação romana conhecida como Castelo dos Gorazes, e um conjunto de cerâmica da Idade do Ferro no Monte Novo da Lagoínha.